# Euagrotis espoetia
Euagrotis espoetia là một loài bướm đêm trong họ Noctuidae.